# Lidiya Vertinskaya
Lidiya Vladimirovna Vertinskaya (en ruso, Лидия Владимировна Вертинская), nombre de soltera Tsirgvava (Harbin, 14 de abril de 1923 – Moscú, 31 de diciembre de 2013) fue una actriz y artista rusa y soviética.

## Biografía
Vertinskaya nació en el seno de una familia emigrante georgiana en Harbin. Sus abuelos paternos se trasladaron a China de Georgia junto a sus hijos mientras tenían la ciudadanía rusa. Su padre Vladimir Konstantinovich Tsirgvava era oficial soviético que sirvió en el Ferrocarril Transmanchuriano. Murió cuando Vertinskaya tenía tan solo nueve años. Su madre Lydia Pavlovna Tsirgvava (nombre de soltera, Fomina), originaria de una familia siberiana de viejos creyentes, era ama de casa.
En 1940 se enamoró del cantante Aleksandr Vertinsky en Shanghai. Aunque se llevaban 34 años, se casaron dos años después. En 1943 emigraron a la Unión Soviética y tuvieron dos hijas (Marianna Vertinskaya y Anastasiya Vertinskaya), también actrices.
En 1955 se graduó en el V. I. Surikov Art Institute y comenzó a trabajar como artista. Desde 1952 apareció en decenas de películas, casi todas basadas en cuentos. En 1957 Aleksandr Vertinsky murió y nunca se volvió a casar. En 2004 publicó sus memorias El pájaro azul del amor.
Lidiya Vertinskaya murió el 31 de diciembre de 2013 y fue enterrado en el Cementerio Novodévichi en Moscú, cerca de su marido.

## Filmografía
- Sadko, de Aleksandr Ptushko (1953)
- Don Quijote (Don Kikhot), de Grigori Kozintsev (1957)
- Nuevas aventuras del gato con botas (Novye pokhozhdeniya Kota v Sapogakh), de Aleksandr Rou  (1958)
- El reino de los espejos curvados (Korolevstvo krivykh zerkal), de Aleksandr Rou (1964)